# Транзисторно-импульсная система управления
Транзисторно-импульсная система управления (ТрСУ) - система управления тяговым электродвигателем постоянного тока, питаемым от нерегулируемого источника постоянного тока (контактной сети, аккумуляторной батареи), основанная на транзисторных ключах.

## История
Идея импульсного безреостатного регулирования тока тягового электродвигателя существовала с начала XX века, но на практике была реализована лишь с 1970-х годов в тиристорно-импульсных системах управления (ТИСУ). Однако тиристор при работе на постоянном токе имеет существенный недостаток — он не может быть переведен из открытого состояния в закрытое без снижения тока через него ниже величины удержания. Следовательно, в ТИСУ требуется применение специальной схемы, отводящей ток от главного тиристора с целью его закрытия. Транзистор для целей коммутации постоянного тока более удобный прибор, однако до 1990-х годов не существовало транзисторов, способных работать даже при параметрах питающей сети городского электротранспорта (при напряжении свыше 600 В и токах хотя бы 200—300 А), не говоря уж про железнодорожные 3 кВ и токи в тысячи ампер. Лишь появление биполярных транзисторов с изолированным затвором позволило создать практические реализации транзисторно-импульсных систем управления тяговыми электродвигателями сначала для городского электротранспорта и метрополитенов, а позже и для поездов.

## Принцип действия
Принцип действия сводится к прерыванию с большой частотой и регулируемой скважностью тока через тяговый электродвигатель. В связи с тем, что транзисторно-импульсные системы появились уже в годы расцвета микроконтроллеров все они цифровые, микропроцессорные. Применение микропроцессорного управления позволяет применять достаточно сложные алгоритмы управления двигателями, реализуя защиту от боксования, рекуперативное и реостатное торможение практически до полной остановки, дотормаживание контртоком, поосное регулирование тяги, диагностику и защиту. Все это достигается за счет независимого регулирования тока в якоре и обмотках возбуждения. Так как транзисторы при отсутствии управляющего напряжения на затворе запираются, транзисторно-импульсные системы хорошо защищены от аварийных ситуаций.

## Преимущества и недостатки
Появление транзисторно-импульсных систем управления током тяговых коллекторных электродвигателей совпало по времени с внедрением более эффективного асинхронного тягового электропривода (для управления которым также используются транзисторно-импульсные схемы, но работающие на другом принципе) поэтому в новых машинах ТрСУ практически не получила распространения. Однако внедрение ТрСУ весьма эффективная мера при модернизации подвижного состава предыдущих поколений, так как она имеет неоспоримые преимущества перед всеми применяемыми ранее системами:
- высокий уровень автоматизации;
- широкий диапазон регулирования тока и напряжения;
- компактность системы;
- крайне низкие потери энергии;
- хорошая защита от аварийных ситуаций;
- с начала 2010-х годов — невысокая стоимость.

Ранее (до 2010 года) к недостаткам ТрСУ относили ее высокую стоимость и неремонтопригодность в условиях депо, однако развитие элементной базы и схемотехники позволило многократно снизить цену системы и сделать ее практически безотказной без обслуживания и ремонта.